# Бруштейн, Леонарда Носоновна
Леона́рда Но́соновна Бруште́йн (13 апреля 1935, Москва — 6 марта 1999, Москва) — советская скрипачка. Народная артистка Российской Федерации (1993).

## Биография
Леонарда Бруштейн родилась в Москве в семье выходцев из Новозыбкова — геофизика Носона Залмановича Бруштейна (1903—1974) и Розы Абрамовны Бруштейн (урождённой Мархасиной). В 1941 году поступила и в 1953 году окончила Центральную музыкальную школу. С 1943 года её наставником был профессор Абрам Ямпольский. В 1953 году поступила в Московскую консерваторию, где продолжила занятия под руководством Ямпольского. После его смерти в 1956 году перешла в класс скрипача Давида Ойстраха. Будучи студенткой, в 1957 году стала лауреатом Всесоюзного конкурса музыкантов-исполнителей. В 1958 году с отличием окончила консерваторию.

## Творческая деятельность
С 1960 по 1998 год Леонарда Бруштейн концертировала как солистка Московской филармонии. В 1961 году была принята солисткой и концертмейстером в оркестр Художественного театра.
С 1972 по 1990 играла в созданном и руководимом ею струнном квартете МХАТа в составе: Леонарда Бруштейн — первая скрипка, Андрей Костин — вторая скрипка, Геннадий Садовник — альт и Александр Смирнов — виолончель.
Много и плодотворно сотрудничала с Союзом композиторов, выступала в авторских концертах с Дмитрием Кабалевским, Арамом Хачатуряном, Никитой Богословским, Андреем Эшпаем, Дмитрием Покрассом и многими другими.
Леонарда Бруштейн была крупнейшим пропагандистом и интерпретатором современной музыки, ею сыграно в общей сложности 603 произведения, она стала первым исполнителем 338 произведений, а впервые в СССР исполнила 51 произведение зарубежных авторов; 23 произведения посвящены Леонарде Бруштейн.
Только в составе струнного квартета и других ансамблей исполнено 186 произведений. Большинство опусов игрались впервые, и многие из них были посвящены Леонарде Бруштейн.
На протяжении всей жизни вела активную концертную деятельность, выпустила несколько дисков с сольными программами.
В 1984 году Леонарде Бруштейн присвоено звание заслуженной артистки РСФСР, в 1993 году — народной артистки России.
Умерла в 1999 году. Похоронена на Востряковском кладбище.

## Отзывы
Об исполнительском мастерстве скрипачки восторженно высказывались Дмитрий Кабалевский, Тихон Хренников, Родион Щедрин, Никита Богословский
Мстислав Ростропович писал, что Леонарда Бруштейн обладает «исключительным по красоте и наполненности звуком, блестящей техникой и незаурядным артистизмом». 

## Награды и звания
- Медаль ордена «За заслуги перед Отечеством» II степени (30 июля 1999 года) — за заслуги перед государством, большой вклад в укрепление дружбы и сотрудничества между народами, многолетнюю плодотворную деятельность в области культуры и искусства[7].
- Народная артистка Российской Федерации (20 февраля 1993 года) — за большие заслуги в области музыкального искусства[1].
- Заслуженная артистка РСФСР (16 июля 1984 года) — за заслуги в области советского музыкального искусства[8].